# Dyskobolia-Stadion
Das Stadion Dyskobolii Grodzisk Wielkopolski (kurz: Dyskobolia-Stadion, durch Sponsoringvertrag offiziell Stadion Respect Energy) ist ein Fußballstadion in der polnischen Stadt Grodzisk Wielkopolski. 

## Geschichte
Das am 11. November 1925 eröffnete Stadion bietet Platz für 5383 Zuschauer, wobei es nur Sitzplätze hat. Es diente hauptsächlich als Spielstätte des Fußballvereins Dyskobolia Grodzisk. Nachdem am 11. Juli 2008 der Besitzer und Präsident des Vereins, Zbigniew Drzymała den Verein an den Besitzer von Polonia Warschau verkauft hat, organisieren hier andere polnische Fußballvereine ihre Trainingslager. Auch das polnische Fußballnationalteam hatte hier schon einige Trainingscamps. 2010 wurde verkündet, dass das Dyskobolia-Stadion zusammen mit dem Hotel GROCLIN zum Gastgeber der polnischen Fußballnationalmannschaft während der Fußball-Europameisterschaft 2012 ausgewählt wurde. Im Dezember 2011 berichteten jedoch die polnischen Medien, dass sich das Fußballnationalteam für das Hotel Hyatt Warschau entschieden hat.
Der Fußballverein Warta Posen nutzt es seit 2018 für seine Heimspiele.
Ende August 2023 schlossen Warta Posen und das Elektrizitätsversorgungsunternehmen Respect Energy einen Sponsoringvertrag bis Mitte 2025 ab. In der Zeit heißt die Anlage Stadion Respect Energy.